# Хументкі
Хументкі (пол. Chumiętki) — село в Польщі, у гміні Кробя Гостинського повіту Великопольського воєводства.
Населення — 256 осіб (2011).
У 1975-1998 роках село належало до Лешненського воєводства.

## Демографія
Демографічна структура станом на 31 березня 2011 року:
|          | Загалом | Допрацездатний вік | Працездатний вік | Постпрацездатний вік |
| -------- | ------- | ------------------ | ---------------- | -------------------- |
| Чоловіки | 143     | 19                 | 90               | 34                   |
| Жінки    | 113     | 13                 | 42               | 58                   |
| Разом    | 256     | 32                 | 132              | 92                   |